# Royal Léopold Football Club
El Royal Léopold Football Club és un equip de futbol belga de la ciutat d'Uccle.

## Història

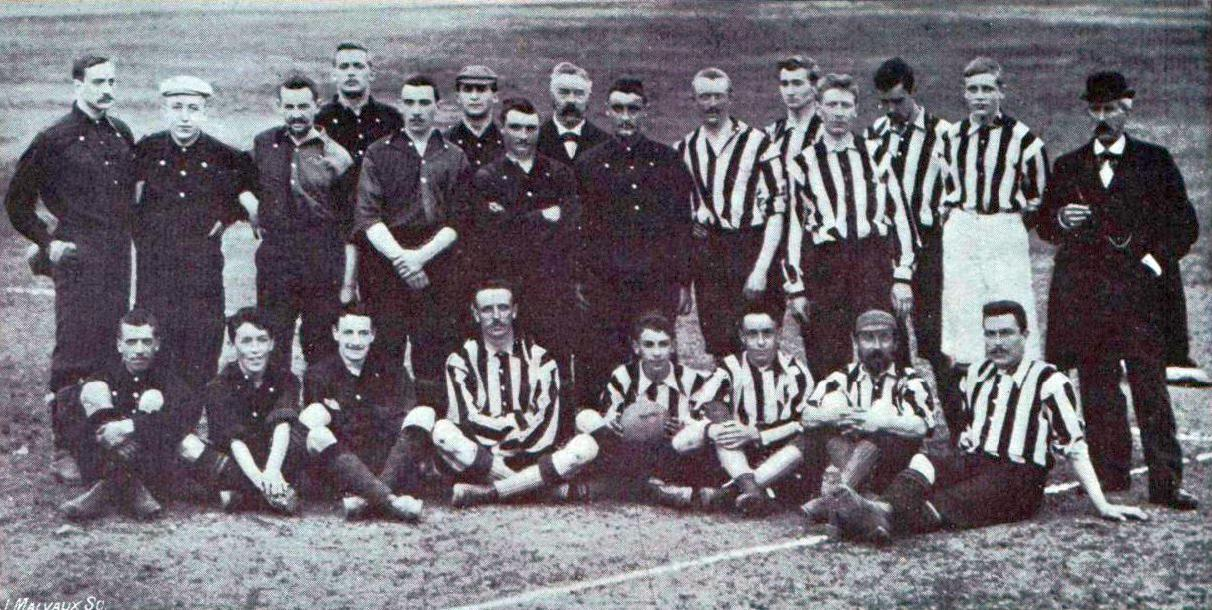
Royal Léopold Football Club contra Royal Football Club de Liège, a Spa el 4 d'octubre de 1896 (1).

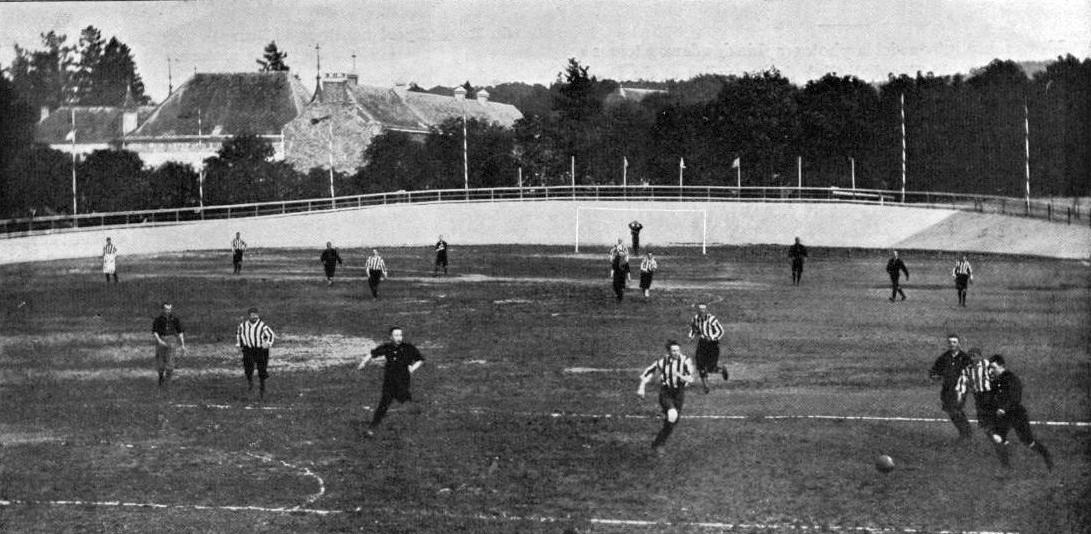
Royal Léopold Football Club contra Royal Football Club de Liège, a Spa el 4 d'octubre de 1896 (2).

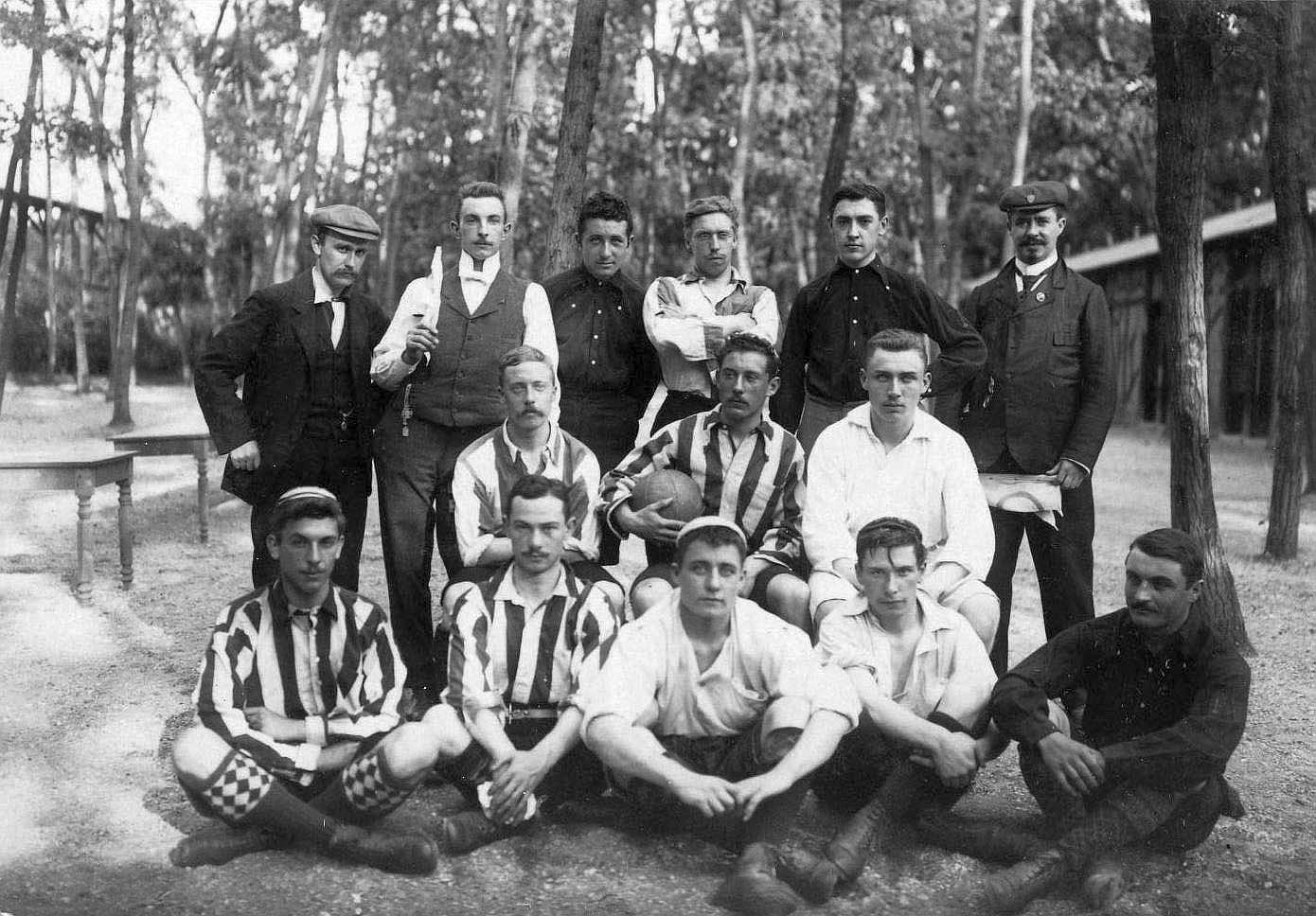
L'Université de Bruxelles (el Royal Léopold Football Club), tercer als Jocs Olímpics de 1900.

El club va ser fundat el 1893, amb número de matrícula 5. Evolució del nom:
- 1893: Leopold Football Club
- 1895: Leopold Club de Bruxelles
- 1921: Royal Leopold Club de Bruxelles
- 1954: Royal Leopold FC de Bruxelles
- 1959: Royal Leopold FC de Woluwe
- 1961: Royal Leopold FC de Bruxelles
- 1982: Royal Leopold FC d'Uccle fusionat amb CS Racing Ukkel
- 1990: Royal Uccle-Leopold FC fusionat amb Royal Uccle Sport
- 1996: Royal Uccle Forestoise Leopold fusionat amb Royal CS La Forestoise
- 2001: Royal Leopold Uccle Forestoise fusionat amb RCS Saint-Josse
- 2005: Royal Leopold Uccle FC

## Estadis
- 1893-1901: pla de Ten Bosch a Ixelles
- 1901-1952: parc Brugmann a Uccle
- 1952-2013 : chaussée de Neerstalle a Uccle
- 2013- Stade Fallon a Woluwe-Saint-Lambert

## Futbolistes destacats
- Fernand Nisot